# Medal „Za waszą wolność i naszą”
Medal „Za waszą wolność i naszą” – polskie państwowe odznaczenie wojskowe ustanowione dekretem Rady Państwa z dnia 18 października 1956 roku „ ... w uznaniu zasług bojowników o wolność ludu hiszpańskiego w 20 rocznicę utworzenia pierwszych jednostek polskich w Republikańskiej Armii Hiszpańskiej...” (jako „walki o wolność ludu hiszpańskiego” rozumiano w ówczesnej PRL-owskiej historiografii walki po stronie sił rządowych – republikanów wspieranych przez komunistyczny ZSRR, przeciw siłom hiszpańskich nacjonalistów, wspieranym przez faszystowskie Włochy i nazistowskie Niemcy, podczas hiszpańskiej wojny domowej 1936–39). Nazwa medalu pochodzi od hasła patriotycznego Joachima Lelewela z czasów powstania listopadowego „Za wolność naszą i waszą”.

## Zasady nadawania
Uchwałą Rady Państwa z 18 października 1956 ustanowiono statut medalu. Medal nadawany był:
- uczestnikom walk w jednostkach Republikańskiej Armii Hiszpańskiej – Dąbrowszczakom
- osobom, które szczególnie wyróżniły się w udzielaniu pomocy jednostkom polskim w Republikańskiej Armii Hiszpańskiej[2].

Nadawany był jednorazowo przez Radę Państwa, także pośmiertnie. Nadawano go na wniosek Krajowej Komisji Dąbrowszczaków, która była przy Zarządzie Głównym Związku Bojowników o Wolność i Demokrację.
Ustawa z 17 lutego 1960 o orderach i odznaczeniach, zastępując dotychczasowe przepisy, dokonała niewielkich zmian w opisie medalu, określając, że stanowi on nagrodę dla osób, które uczestniczyły w walkach Republikańskiej Armii Hiszpańskiej o wolność ludu hiszpańskiego, jak również dla osób, które szczególnie wyróżniły się w udzielaniu pomocy polskim jednostkom w Republikańskiej Armii Hiszpańskiej.
Z dniem 23 grudnia 1992 uznano nadawanie Medalu za zakończone, podobnie jak większości orderów i odznaczeń wojennych za dotychczasowe zasługi, a przepisy go ustanawiające utraciły moc i medal ten usunięto z polskiego systemu odznaczeń.

## Opis odznaki
Odznaką medalu jest krążek srebrzony i oksydowany o średnicy 35 mm. Na awersie w centrum znajduje się podobizna głowy z lewego profilu gen. broni Karola Świerczewskiego „Waltera”, a w obwodzie jest napis: „ZA WASZĄ WOLNOŚĆ I NASZĄ”. Na rewersie znajduje się na tle wieńca laurowego związanego wstążką u dołu, trójkątna gwiazda antyfaszystowska z napisem w trzech wierszach: „XIII / BI / 1936-1939” (odznaka pamiątkowa XIII Brygady Międzynarodowej im. Jarosława Dąbrowskiego), w otoku napis „DĄBROWSZCZAKOM” i u dołu między szarfami wieńca data „1956”.
Wstążka medalu o szerokości 35 mm jest koloru czerwonego z pionowym białym paskiem o szerokości 4 mm pośrodku – nawiązuje bezpośrednio do wstążki hiszpańskiego Orderu Zasługi Wojskowej z Odznaką Czerwoną.
Medal ten był noszony w kolejności starszeństwa początkowo za Złotym Krzyżem Zasługi, od 1960 za Krzyżem Partyzanckim, po 1985 za Krzyżem Oświęcimskim, a od 1992 za aktualnie nadawanymi odznaczeniami państwowymi wymienionymi w ustawie z tego roku (z późniejszymi zmianami).

## Odznaczeni
Pośmiertnie medalem został odznaczony gen. Karol Świerczewski. Łącznie nadano 1487 medali.